# Фрунзени (Њамц)
Фрунзени (рум. Frunzeni) насеље је у Румунији у округу Њамц у општини Костиша. Oпштина се налази на надморској висини од 223 m.

## Становништво
Према подацима из 2002. године у насељу је живело 671 становника, од којих су сви румунске националности.